# Didrik Tønseth
Didrik Tønseth (* 10. Mai 1991 in Trondheim) ist ein norwegischer Skilangläufer.

## Werdegang
Bis 2011 nahm Tønseth an Rennen im Juniorenbereich teil. Beim Europäischen Olympischen Winter-Jugendfestival 2009 in Szczyrk gewann er Silber über 7,5 km klassisch und Bronze über 10 km Freistil. Bei den Juniorenweltmeisterschaften 2010 in Hinterzarten holte er Gold mit der Staffel. Sein erstes Weltcuprennen hatte er im Januar 2012 in Otepää. Er belegte den 17. Platz im 15 km klassisch Rennen und holte damit auch seine ersten Weltcuppunkte. Er trat bei einigen Rennen des Scandinavian Cups an, den er in der Saison 2011/12 auf den vierten Platz in der Gesamtwertung beendete. Im Januar 2013 hatte er in La Clusaz mit dem vierten Platz sein erstes Top-Zehn-Ergebnis. Einen Tag später gewann er mit der Staffel. Bei den norwegischen Meisterschaften 2013 in Gåsbu holte er Silber in Skiathlon und Gold wie im Vorjahr mit der Staffel. Mit dem dritten Platz über 15 km klassisch schaffte er es im Dezember 2013 erstmals im Einzel aufs Podium. Die Tour de Ski 2013/2014 beendete er auf den neunten Platz. Bei den Olympischen Winterspielen 2014 in Sotschi war er zwar in norwegischen Kader, nahm aber an keinen Rennen teil. Er beendete die Saison 2013/14 in der Gesamtwertung auf dem 29. Platz. Zu Beginn der Saison 2014/15 erreichte er bei der Nordic Opening in Lillehammer den fünften Rang. Dabei lief er bei der letzten Etappe Tagesbestzeit. Es folgte in Davos ein zweiter Platz hinter Martin Johnsrud Sundby über 15 km klassisch. Im Juli 2016 wurde Sundby dieser Sieg wegen Dopings aberkannt und Tønseth holte damit nachträglich seinen ersten Weltcupeinzelsieg. Bei den Nordischen Skiweltmeisterschaften 2015 in Falun belegte er den achten Platz über 50 km klassisch und den vierten Rang im Skiathlon. Mit der Staffel gewann er Gold. Bei den norwegischen Meisterschaften 2015 in Røros und Harstad holte er Bronze im Skiathlon und Silber über 10 km und 50 km klassisch. Die Saison beendete er auf dem 21. Platz im Gesamtweltcup und auf dem 17. Rang im Distanzweltcup. Nach Platz sechs bei der Nordic Opening in Ruka zu Beginn der Saison 2015/16, belegte er in Lillehammer den dritten Platz mit der Staffel. Die Tour de Ski 2016 beendete er auf dem siebten Rang. Dabei wurde er in der Lenzerheide Dritter im 30-km-Massenstartrennen. Im Februar 2016 kam er im Weltcup dreimal unter die ersten Zehn darunter zwei vierte Plätze. Zum Saisonende startete er bei der Ski Tour Canada, die er vorzeitig beendete, und erreichte den neunten Platz im Gesamtweltcup und den sechsten Rang im Distanzweltcup. In der Saison 2016/17 siegte er in La Clusaz mit der Staffel und belegte bei der Tour de Ski 2016/17 den 12. Platz. Dabei errang er im 10-km-Massenstartrennen in Val Müstair den dritten Platz. Im Januar 2017 wurde er in Lygna norwegischer Meister über 15 km klassisch und Dritter im Skiathlon. Bei den Nordischen Skiweltmeisterschaften 2017 in Lahti gewann er die Goldmedaille mit der Staffel. Zudem kam er im Skiathlon auf den sechsten und über 15 km klassisch auf den fünften Platz. Zum Saisonende belegte er beim Weltcup-Finale in Québec den zehnten Platz und erreichte den 18. Platz im Gesamtweltcup und den 12. Rang im Distanzweltcup. Ende März 2017 wurde er in Gålå zusammen mit Johannes Høsflot Klæbo norwegischer Meister im Teamsprint. Zudem errang er über 10 km Freistil den dritten Platz.
Zu Beginn der Saison 2017/18 belegte Tønseth den siebten Platz beim Ruka Triple. Dabei wurde er Zweiter über 15 km klassisch. Im weiteren Saisonverlauf errang er den 17. Platz bei der Tour de Ski 2017/18 und den 16. Platz beim Weltcupfinale in Falun und erreichte damit den 16. Platz im Gesamtweltcup und den 12. Platz im Distanzweltcup. Beim Saisonhöhepunkt, den Olympischen Winterspielen 2018 in Pyeongchang, holte er die Goldmedaille mit der Staffel. Zu Beginn der folgenden Saison belegte er in Lillehammer den zweiten Platz über 15 km Freistil und gewann die Gesamtwertung beim Lillehammer Triple. Beim folgenden Weltcup in Beitostølen errang er den dritten Platz mit der Staffel. Bei der Tour de Ski 2018/19 kam er mit zwei Top-Zehn-Platzierungen auf den 11. Platz. Im Januar 2019 lief er in Otepää auf den dritten Platz über 15 km klassisch und in Ulricehamn jeweils auf den dritten Platz mit der Staffel und über 15 km Freistil. Bei den Nordischen Skiweltmeisterschaften 2019 in Seefeld in Tirol, errang er den fünften Platz über 15 km klassisch. Zum Saisonende belegte er in Falun den dritten Platz über 15 km Freistil und erreichte mit dem zweiten Platz im 15-km-Massenstartrennen, den achten Platz beim Weltcupfinale in Québec. Die Saison beendete er jeweils auf den fünften Platz im Gesamtweltcup und Distanzweltcup. Bei den norwegischen Meisterschaften Ende März 2019 in Lygna wurde er Dritter über 10 km Freistil und jeweils Zweiter über 50 km klassisch und zusammen mit Fredrik Riseth im Teamsprint. In der Saison 2019/20 kam er bei 11 Weltcupteilnahmen, sechsmal unter den ersten Zehn, darunter Platz sieben beim Ruka Triple und errang damit den 31. Platz im Gesamtweltcup.
Nach zwei Siegen beim Scandinavian-Cup in Beitostølen zu Beginn der Saison 2021/22, wurde Tønseth bei der Tour de Ski 2021/22 Siebter. Zum Saisonende errang er in Oslo den dritten Platz im 50-km-Massenstartrennen und holte in Falun über 15 km Freistil seinen dritten Weltcupsieg. Zudem errang er dort den dritten Platz mit der Mixed-Staffel und beendete die Saison auf dem sechsten Platz im Gesamtweltcup.

## Leichtathletik – Laufsport
Tønseth ist auch ein guter Läufer, welcher immer wieder an Laufbewerben teilnimmt – und zwar nicht nur zu Trainingszwecken – und dort zum Teil auch sehr gute Ergebnisse erreichen konnte. So startete er bei den Berglauf-Europameisterschaften 2009 und belegte bei den Junioren den 6. Platz.
2018 wurde Tønseth norwegischer Meister im Crosslauf. Aufgrund seiner starken Leistung wurde er für die Crosslauf-Europameisterschaften 2019 nominiert. Die Crosslauf-Europameisterschaften fanden im Dezember 2019 in Lissabon und somit während der Skilanglauf-Weltcupsaison 2019/20 statt. Um an den Europameisterschaften teilnehmen zu können, musste Tønseth auf die Weltcupbewerbe in Lillehammer verzichten, was zu Diskussionen im norwegischen Skiverband führte. Schlussendlich erhielt er vom Langlaufnationaltrainer eine Startfreigabe. Bei den Europameisterschaften belegte er den 25. Platz.
Bei den norwegischen Crosslaufmeisterschaften 2019 belegte er hinter Henrik Ingebrigtsen den zweiten Platz.

## Erfolge

### Siege bei Weltcuprennen

#### Weltcupsiege im Einzel
| Nr. | Datum             | Ort         | Disziplin                       |
| --- | ----------------- | ----------- | ------------------------------- |
| 1.  | 13. Dezember 2014 | Davos       | 15 km klassisch Individualstart |
| 2.  | 2. Dezember 2018  | Lillehammer | Gesamtwertung Nordic Opening    |
| 3.  | 12. März 2022     | Falun       | 15 km Freistil Individualstart  |

#### Etappensiege bei Weltcuprennen
| Nr. | Datum            | Ort         | Disziplin                    | Rennen              |
| --- | ---------------- | ----------- | ---------------------------- | ------------------- |
| 1.  | 7. Dezember 2014 | Lillehammer | 15 km Verfolgung klassisch 1 | Nordic Opening 2014 |

#### Weltcupsiege im Team
| Nr. | Datum             | Ort       | Disziplin            |
| --- | ----------------- | --------- | -------------------- |
| 1.  | 20. Januar 2013   | La Clusaz | 4 × 7,5 km Staffel 2 |
| 2.  | 18. Dezember 2016 | La Clusaz | 4 × 7,5 km Staffel 3 |

### Siege bei Continental-Cup-Rennen
| Nr. | Datum             | Ort         | Disziplin       | Serie            |
| --- | ----------------- | ----------- | --------------- | ---------------- |
| 1.  | 10. Dezember 2021 | Beitostølen | 15 km klassisch | Scandinavian Cup |
| 2.  | 12. Dezember 2021 | Beitostølen | 15 km Freistil  | Scandinavian Cup |
| 3.  | 2. März 2024      | Hommelvik   | 30 km klassisch | Scandinavian Cup |

### Medaillen bei nationalen Meisterschaften
- 2012: Gold mit der Staffel
- 2013: Gold mit der Staffel, Silber im Skiathlon
- 2015: Silber über 10 km, Silber über 50 km, Bronze im Skiathlon
- 2017: Gold über 15 km, Gold im Teamsprint, Bronze im Skiathlon, Bronze über 10 km
- 2019: Silber über 50 km, Silber im Teamsprint, Bronze über 10 km
- 2024: Gold im Teamsprint
- 2025: Gold mit der Staffel, Gold im Teamsprint

## Teilnahmen an Weltmeisterschaften und Olympischen Winterspielen

### Olympische Spiele
- 2018 Pyeongchang: 1. Platz Staffel

### Nordische Skiweltmeisterschaften
- 2015 Falun: 1. Platz Staffel, 4. Platz 30 km Skiathlon, 8. Platz 50 km klassisch Massenstart
- 2017 Lahti: 1. Platz Staffel, 5. Platz 15 km klassisch, 6. Platz 30 km Skiathlon
- 2019 Seefeld: 5. Platz 15 km klassisch
- 2023 Planica: 7. Platz 50 km klassisch Massenstart

## Statistik

### Weltcup-Platzierungen
Die Tabelle zeigt die erreichten Platzierungen im Einzelnen.
- 1.–3. Platz: Anzahl der Podiumsplatzierungen
- Top 10: Anzahl der Platzierungen unter den ersten zehn
- Punkteränge: Anzahl der Platzierungen innerhalb der Punkteränge
- Starts: Anzahl gelaufener Rennen in der jeweiligen Disziplin
- Hinweis: Bei den Distanzrennen erfolgt die Einordnung gemäß FIS.

| Platzierung               | Distanzrennen a | Distanzrennen a | Distanzrennen a | Distanzrennen a | Distanzrennen a | Skiathlon Verfolgung | Sprint | Etappen- rennen b | Gesamt | Team   | Team    |
| Platzierung               | ≤ 5 km          | ≤ 10 km         | ≤ 15 km         | ≤ 30 km         | > 30 km         | Skiathlon Verfolgung | Sprint | Etappen- rennen b | Gesamt | Sprint | Staffel |
| ------------------------- | --------------- | --------------- | --------------- | --------------- | --------------- | -------------------- | ------ | ----------------- | ------ | ------ | ------- |
| 1. Platz                  |                 |                 | 2               |                 |                 | 1                    |        | 1                 | 4      |        | 2       |
| 2. Platz                  |                 | 2               | 2               |                 |                 |                      |        |                   | 4      |        |         |
| 3. Platz                  |                 | 3               | 5               | 2               | 1               | 1                    |        |                   | 12     |        | 7       |
| Top 10                    |                 | 16              | 31              | 10              | 5               | 13                   | 1      | 11                | 87     |        | 9       |
| Punkteränge               |                 | 22              | 47              | 12              | 5               | 29                   | 9      | 17                | 141    |        | 10      |
| Starts                    | 1               | 23              | 54              | 13              | 8               | 33                   | 28     | 17                | 177    |        | 10      |
| Stand: Saisonende 2024/25 |                 |                 |                 |                 |                 |                      |        |                   |        |        |         |

### Weltcup-Wertungen
| Saison  | Gesamt | Gesamt | Distanz | Distanz | Sprint | Sprint |
| Saison  | Punkte | Platz  | Punkte  | Platz   | Punkte | Platz  |
| ------- | ------ | ------ | ------- | ------- | ------ | ------ |
| 2011/12 | 14     | 133.   | 14      | 83.     | -      | -      |
| 2012/13 | 50     | 80.    | 50      | 51.     | -      | -      |
| 2013/14 | 271    | 27.    | 140     | 25.     | 3      | 100.   |
| 2014/15 | 323    | 21.    | 233     | 17.     | -      | -      |
| 2015/16 | 871    | 9.     | 604     | 6.      | 43     | 46.    |
| 2016/17 | 476    | 18.    | 333     | 12.     | 3      | 93.    |
| 2017/18 | 453    | 16.    | 295     | 12.     | -      | -      |
| 2018/19 | 867    | 5.     | 486     | 5.      | 21     | 55.    |
| 2019/20 | 250    | 31.    | 178     | 21.     | -      | -      |
| 2020/21 | 16     | 100.   | 8       | 80.     | -      | -      |
| 2021/22 | 527    | 6.     | 383     | 5.      | -      | -      |
| 2022/23 | 1269   | 5.     | 1065    | 3.      | 6      | 113.   |
| 2023/24 | 853    | 23.    | 853     | 11.     | -      | -      |
| 2024/25 | 171    | 87.    | 171     | 52.     | -      | -      |